# علی حجازی مهر
علی حجازی مهر (زاده ۰۱ خرداد ۱۳۴۱ همدان) تهیه‌کننده ایرانی است.

## زندگی هنری
علی حجازی مهر دانش‌آموختهٔ کارشناسی هنرهای نمایشی از دانشکده هنرهای زیبای دانشگاه تهران است. او ابتدا نویسنده و کارگردان و بازیگر تئاتر بود و تا سال ۱۳۶۹ به صورت حرفه‌ای در تئاتر فعالیت می‌کرد.
از سال ۱۳۶۸ که در صداوسیما استخدام شد به نویسندگی و کارگردانی فیلم و مجموعه تلویزیونی روی آورد؛ و با نویسندگی، کارگردانی و تهیه‌کنندگی برنامهٔ دنیای جوان کار خود را آغاز کرد.

## فعالیت‌های سینمایی و تلویزیونی
از جمله فیلم‌ها و مجموعه‌ها و برنامه‌های تلویزیونی که علی حجازی مهر تهیه کنندگی کرده‌است عبارتند از:

### نویسندگی، کارگردانی و تهیه کنندگی
- مجموعه زندگی زیباست ١۴٠٠ - با بازی ثریا قاسمی، بیژن بنفشه خواه، نیما رئیسی و...
- مجموعه برگ و باد (مجموعه تلویزیونی) ۱۳۷۶ - به طریقه ۱۶ میلیمتری با بازی رضا رویگری، مهشید افشارزاده، نیکو خردمند، نعیمه نظام‌دوست و…

### نویسندگی و کارگردانی مجموعه
- مجموعه تلویزیونی روزهای مه آلود ۱۳۸۴ - با بازی سیروس گرجستانی، انوش نصر، مهران احمدی و…
- مجموعه تلویزیونی خاتون ۱۳۸۵ - با بازی مینا جعفرزاده، رضا توکلی، معصومه کریمی و …
- مجموعه تلویزیونی مهر و ماه ۱۳۸۳ - با بازی علی نصیریان، لیلا اوتادی، هرمز هدایت، بهزاد خداویسی، عبدالرضا اکبری، رضا توکلی، غزل صارمی، رامین راستاد، مهران احمدی و…
- مجموعه تلویزیونی ما چند نفر ۱۳۸۵ - با بازی سام درخشانی، مهدی پاکدل، شبنم قلی‌خانی، امیررضا دلاوری، برزو ارجمند، مهدی سلوکی، اسماعیل شنگله، عبدالرضا اکبری، بهرام ابراهیمی، مژگان غلامی و امیرمحمد زند و …
- مجموعه تلویزیونی یک لحظه دیرتر ۱۳۸۷ - چهار اپیزود با بازی یکتا ناصر، هومن برق‌نورد، علی دهکردی، فرهاد جم، سیروس کهوری‌نژاد، شهروز ابراهیمی و…

### نویسندگی مجموعه
- مجموعه تلویزیونی روزگار وصل ۱۳۷۴ - با بازی جمشید گرگین، گوهر خیراندیش و …
- مجموعه تلویزیونی فاکتور هشت ۱۳۸۷ - با بازی پژمان بازغی، ستاره اسکندری، قطب الدین صادقی، پرویز پورحسینی و…

### نویسندگی و کارگردانی فیلم تلویزیونی
- فیلم تلویزیونی به نام گل سرخ ۱۳۸۶ - با بازی سام درخشانی، غزل صارمی، کیکاووس یاکیده، پرویز پورحسینی و …[۳]
- فیلم تلویزیونی اروند ۱۳۸۸ - با بازی کیکاووس یاکیده، بهزاد خداویسی، رضا توکلی، سیروس کهوری‌نژاد، رامسین کبریتی، آزاده ریاضی و …
- فیلم تلویزیونی اشک انار ۱۳۸۹ - با بازی پاشا رستمی، علی دهکردی، کتایون امیرابراهیمی، سیاوش مفیدی، حسن تسعیری و…
- فیلم تلویزیونی کشتی ارواح ۱۳۹۰ - با بازی علیرضا جلالی‌تبار، عبدالحلیم تقلبی، فرید قبادی، نازآفرین کاظمی و…
- فیلم تلویزیونی روزچهارم ۱۳۹۱ - با بازی علی دهکردی، سحر ولدبیگی، نیما فلاح، حسن تسعیری و…
- فیلم تلویزیونی ماه نشان ۱۳۹۲
- فیلم تلویزیونی قصه من و دوچرخه بابام ۱۳۹۱ - با بازی شبنم مقدمی، احمدرضا متین فرد، حسن تسعیری و …

## جوایز
- جایزه بهترین کارگردانی برای فیلم بنام گل سرخ از جشنواره علم و فناوری
- جایزه بهترین فیلمنامه برای فیلم اروند / نامزد بهترین کارگردانی/ نامزد بهترین فیلم از جشنواره پلیس[۴]
- جایزه بهترین فیلم و دیپلم افتخار بهترین بازیگر نوجوان برای قصه من و دوچرخه بابام / نامزد بهترین کارگردانی / نامزد بهترین فیلمنامه از جشنواره بین‌المللی کودک و نوجوان اصفهان
- جایزه بهترین کارگردانی برای قصه من و دوچرخه بابام/ جایزه بهترین بازیگر زن / نامزد بهترین فیلم از جشنواره جام جم
- جایزه بهترین بازیگر نوجوان برای قسه من و دوچرخه بابام از جشنواره چین
- جایزه بهترین فیلم برای قصه من و دوچرخه بابام از جشنواره فیلم بوینوس آیرس آرژانتین و …
- منتخب جشنواره‌های زلین، آلمان، پوسان کره، حیدرآبادهند، چین، اسپانیا، آرژانتین و …